# Jesenice (Chorwacja)
Jesenice – wieś w Chorwacji, w żupanii splicko-dalmatyńskiej, w gminie Dugi Rat. W 2011 roku liczyła 2089 mieszkańców.